# Беттон (кантон)
Беттон (фр. Betton) — кантон во Франции, находится в регионе Бретань, департамент Иль и Вилен. Входит в состав округа Ренн.

## История
До 2015 года в состав кантона входили коммуны Беттон, Ла-Шапель-де-Фужерес, Монжермон и Сен-Грегуар.
В результате реформы 2015 года состав кантона был изменен. В него вошли коммуны Сесон-Севинье и Шевенье.

## Состав кантона с 22 марта 2015 года
В состав кантона входят коммуны (население по данным Национального института статистики Архивная копия от 7 ноября 2021 на Wayback Machine за 2018 г.):
- Беттон (11 968 чел.)
- Ла-Шапель-де-Фужерес (4 735 чел.)
- Монжермон (3 440 чел.)
- Сен-Грегуар (9 765 чел.)
- Сесон-Севинье (17 312 чел.)
- Шевенье (2 295 чел.)

## Политика
На президентских выборах 2022 г. жители кантона отдали в 1-м туре Эмманюэлю Макрону 40,4 % голосов против 21,0 % у Жана-Люка Меланшона и 9,5 % у Марин Ле Пен; во 2-м туре в кантоне победил Макрон, получивший 81,2 % голосов. (2017 год. 1 тур: Эмманюэль Макрон – 38,6 %, Франсуа Фийон – 21,7 %, Жан-Люк Меланшон – 17,6 %, Марин Ле Пен – 7,3 %; 2 тур: Макрон – 87,5 %. 2012 год. 1 тур: Франсуа Олланд — 34,6 %, Николя Саркози — 27,5 %, Франсуа Байру — 14,7 %, Марин Ле Пен — 7,1 %; 2 тур: Олланд — 56,4 %).
С 2021 года кантон в Совете департамента Иль и Вилен представляют мэр города Сен-Грегуар Пьер Брето (Pierre Breteau) (Демократическое движение) и вице-мэр города Сесон-Севинье Жанна Фере (Jeanne Féret) (Вперёд, Республика!).
|                | Кандидаты                      | Партия                   | Первый тур | Первый тур     | Второй тур | Второй тур |
| Кол-во голосов | Кандидаты                      | Партия                   | % голосов  | Кол-во голосов | % голосов  |            |
| -------------- | ------------------------------ | ------------------------ | ---------- | -------------- | ---------- | ---------- |
|                | Пьер Брето Жанна Фере          | Разные центристы         | 5 420      | 36,74          | 7 520      | 52,37      |
|                | Мишель Готье Брижитт Ле Мен    | Социалистическая партия  | 4 126      | 27,97          | 6 839      | 47,63      |
|                | Патрик Ан Карин Лепинуа-Лефрен | Европа Экология Зелёные  | 2 481      | 16,82          |            |            |
|                | Силла Гойя Бертран Периссе     | Разные левые             | 1 380      | 9,35           |            |            |
|                | Натали Базир Мишель Моро       | Национальное объединение | 1 345      | 9,12           |            |            |

|                | Кандидаты                       | Партия                  | Первый тур | Первый тур     | Второй тур | Второй тур |
| Кол-во голосов | Кандидаты                       | Партия                  | % голосов  | Кол-во голосов | % голосов  |            |
| -------------- | ------------------------------- | ----------------------- | ---------- | -------------- | ---------- | ---------- |
|                | Клодин Дави Мишель Готье        | Социалистическая партия | 7 170      | 39,27          | 9 328      | 51,46      |
|                | Максим Галье Коринн Клемансо    | Правый блок             | 6 510      | 35,65          | 8 798      | 48,54      |
|                | Патрик Ан Соазиг Руийяр         | Европа Экология Зелёные | 2 281      | 12,49          |            |            |
|                | Жерар Завадски Франсуаза Пуссен | Национальный фронт      | 2 004      | 10,97          |            |            |
|                | Фариба Алифарани Лоран Бюссон   | Разные правые           | 295        | 1,62           |            |            |